# Юрий Шилдер-Шулднер
Юрий Иванович Шилдер-Шулднер (на руски: Юрий Иванович Шильдер-Шульднер) е руски офицер, генерал-лейтенант. Участник в Руско-турската война (1877 – 1878).

## Биография
Юрий Шилдер-Шулднер е роден на 4 май 1816 г. в град Витебск в семейството на потомствен дворянин. Посвещава се на военното поприще. Завършва обучение в Дворянски полк и Николаевската генералщабна академия.
Служи последователно в: 37-и Екатеринбургски пехотен полк, Образцовия пехотен полк и лейбгвардейския Семьоновски пехотен полк.
По време на Кримската война (1853 – 1856) участва в състава на войските охраняващи крайбрежието на Санктпетербургска губерния. Командир на 14-и Олонецки пехотен полк (1860). Участва в потушаването на Полското въстание (1863 – 1864). Отличава се в битките на 7 и 9 февруари 1863 г., за което получава златно оръжие „За храброст“ и командването на лейбгвардейски Гренадирски полк.
Изпълнява длъжността Влоцлавски военен началник и военен началник на Варшавско-бронбергската железница (1863 – 1864). Повишен е във военно звание генерал-майор от 1864 г., а от 1872 г. Командир на 5-а пехотна дивизия (1872). Повишен е във военно звание генерал-лейтенант от 1873 г.
Участва в Руско-турската война (1877 – 1878) като командир на 5-а пехотна дивизия, включена в състава на Западния руски отряд с командир генерал-лейтенант Николай Криденер. Командващ лявата колона на отряда. Бие се на 3/15 юли при село Муселиево в битката за Никопол. Прекъсва пътя за отстъпление на Никополския турски гарнизон към Плевен. Участва в общата атака, завършила с превземането на Никопол на 4/16 юли 1877 г.
На 6/18 юли е назначен за командир на отряд със задача да влезе в Плевен – първа атака на Плевен. Води бой с армията на Осман паша при село Буковлък и Янък баир. Не получава исканите подкрепления и прекратява атаката. При втората атака на Плевен командва частите на десния руски фланг срещу Гривишките редути.
Участва в зимното преминаване на Стара планина от Западния отряд с командир генерал-лейтенант Йосиф Гурко. Командир на колона в състав: 9 батальона, 13 ескадрона и сотни и 32 оръдия. Осигурява десния фланг срещу действията на турските сили от укрепения лагер при село Литаково. След преминаването на Стара планина участва в освобождаването на София.
Включва се в зимното прочистване на Тракия от остатъците на Централната турска армия. Командир на колона, настъпваща по долината на река Тополница. Бие се храбро в боевете при Дермендере, Караагач и Белащица. Участва в превземането на Пазарджик и пресичането на пътя за отстъпление на Сюлейман паша към Одрин.
Умира на 7 май 1878 г. в Адрианопол.

## Награди
- Орден „Света Ана“ I степен
- Орден „Свети Станислав“ I степен
- Орден „Свети Владимир“ II степен
- Орден „Свети Владимир“ III степен
- Орден „Свети Владимир“ IV степен
- Орден „Света Анна“ II степен
- Орден „Света Анна“ III“ степен
- Орден „Свети Станислав“ II степен с императорска корона
- Орден „Свети Станислав“ III степен
- Орден „Червен орел“ III степен (Прусия)
- Орден „Желязна корона“ II степен (Австрия)
- Знак „За отлична 20 годишна служба“
- Бронзов медал „За войната от 1853 – 1856 г.“
- Бронзов медал „За потушаване на Полското въстание 1863 – 1864 г.“ [1]

## Семейство
- баща – Johann von Schilder-Schuldner
- брат – Alexander Cölestin (Alexander Ivanovich) von Schilder-Schuldner
- съпруга – Anna Vas. von Schilder-Schuldner
- син – Vasili Jur'evich von Schilder-Schuldner
- дъщеря – Anna Jur'evna von Schilder-Schuldner
- син – Nikolai Jurievich von Schilder-Schuldner
- син – Sergei Jur'evich Schilder-Schuldner [2]